# Судодана
Судходана (пали, дословно: »чист пиринач«) је био поглавар северноиндијског племена Шакја и отац Готама Буде. Његова жена је била краљица Маја, која је преминула седам дана након порођаја. 
Суддходана је био раџа земље Шакја, области на северу Индије чији је главни град био Капилавасту. Његова владавина била је под сизеренством краља Кошале, владара једног од четири највећа краљевства у северној Индији. Када је краљица Маја умрла убрзо након Будиног рођења, Суддходана се вероватно оженио њеном сестром Махапрађапати Гаутами, за коју се каже да је постала прва будистичка монахиња.
Према будистичкој традицији, предсказано је да ће мали Готама постати или светски владар или Буда, па је Судходана настојао да то спречи, штитећи дечака од сваког непријатног искуства карактеристичног за људски живот, као што су болест, старост и смрт, окружујући га само задовољствима. Упркос томе, краљевић Готама је напустио двор и постао лутајући испосник. Када су вести о Готамином просветљењу стигле до Судходане, овај је послао гласнике да позову Буду у Капилавату. Гласници су саслушавши Будину проповед приступили сангхи, а да му нису уручили поруку. Према предању, то се понављало десет пута све док порука није стигла до Буде. Приликом његове посете Капилаватхуу и разговора са оцем, Судодана је постао сотапана. Неколико година потом, када је Судходана био на самрти, Буда га је посетио: пошто је саслушао Будину беседу Судодана је постао архат, након чега је убрзо умро.